# The Return of Frank James
The Return of Frank James (bra A Volta de Frank James) é um filme do género western de 1940, dirigido por Fritz Lang. Henry Fonda reinterpreta seu papel nesta turbulenta seqüência de Jesse James (1939), liderando um poderoso elenco. 

## Sinopse
Depois que seu irmão Jesse foi baleado pelas costas pelos covardes irmãos Ford, Frank James resolve fazer justiça com as próprias mãos. Com a ajuda de seu jovem amigo Clem e a filha do dono de um jornal de Denver, Frank planeja vingar a morte de seu irmão e se entregar para ser julgado.

## Elenco
- Henry Fonda .... Frank James / Ben Woodson
- Gene Tierney .... Eleanor Stone
- Jackie Cooper .... Clem / Tom Grayson
- Henry Hull .... Major Rufus Cobb
- John Carradine .... Bob Ford
- J. Edward Bromberg .... George Runyan
- Donald Meek .... McCoy
- Eddie Collins .... Eldora
- George Barbier .... Juiz
- Russell Hicks .... Promotor
- Ernest Whitman .... Pinky
- Charles Tannen .... Charlie Ford